# ان‌جی‌سی ۶۸۰

ان‌جی‌سی ۶۸۰ (نام علمی: NGC 680) کهکشان بیضوی است و در صورت فلکی برج حمل قرار دارد. این مکان در فاصله حدود ۱۲۰ میلیون سال نوری از زمین واقع شده‌است، که با توجه به ابعاد ظاهری آن، به معنای آن است که NGC 680 حدود ۱۰۰٬۰۰۰ سال نوری عرض دارد. توسط ویلیام هرشل در ۱۵ سپتامبر ۱۷۸۴ کشف شد.